# Giants (Take That)
Giants è un singolo del gruppo musicale inglese Take That, pubblicato nel 2017 ed estratto dall'album Wonderland.

## Tracce
Download digitale
1. Giants – 3:53

## Formazione
- Gary Barlow
- Howard Donald
- Mark Owen